# AI Dungeon
AI Dungeon (también conocido como AI Dungeon 2) es un videojuego de aventura gratis basado en texto, que usa inteligencia artificial para generar contenido ilimitado. También permite a los jugadores crear y compartir sus propios escenarios. El juego fue creado originalmente en marzo de 2019, y luego lanzado en su versión web, iOS y Android en diciembre de 2019.

## Desarrollo
AI Dungeon fue creado por Nick Walton en marzo de 2019 durante un hackathon, usando el modelo de predicción de texto GPT-2 creado por OpenAI, que contenía 126 millones de parámetros. Durante sus primeras interacciones con GPT-2, Walton se inspiró parcialmente en el juego de mesa Dungeon & Dragons:

“Me di cuenta que no había ningún juego disponible que te diera la misma libertad para hacer cualquier cosa tal como [Dungeon & Dragons].”

Esto lo llevó a la pregunta:
"¿Qué tal si puedes hacer una IA que sea Dungeon Master?"
La IA del juego fue entrenada con aproximadamente 30 megabytes de contenido de chooseyourstory.com (un sitio web comunitario de contenido inspirado en librojuegos, escrito por colaboradores de distintos niveles), permitiéndole generar sus propias aventuras originales y darle respuestas complejas a la entrada del usuario.
Sin embargo, en noviembre de 2019, OpenAI liberó el modelo GPT-2 de 1.5 mil millones de parámetros. El juego fue actualizado para funcionar con esta nueva versión del modelo, y renombrado como AI Dungeon 2. En diciembre de 2019, el juego fue relanzado (por el equipo de desarrollo de Walton, Latitude) con una nueva interfaz web (5 de diciembre) y aplicaciones para iOS y Android (17 de diciembre). Entonces, Walton creó una campaña de Patreon para apoyar el desarrollo del juego a largo plazo .
En abril de 2020, un modo multijugador fue añadido al juego. Alojar una partida en este modo fue originalmente restringido a usuarios premium (aunque cualquier jugador puede unirse a un juego multijugador); sin embargo, el modo multijugador se convirtió en una función gratis en julio de 2020.
En julio de 2020, los desarrolladores mejoraron el modelo para utilizar GPT-3 con el API de OpenAI, renombrando el modelo gratis Griffin, y añadiendo un modelo premium llamado Dragon, basado en el modelo más grande de GPT-3.

## Jugabilidad
AI Dungeon es un juego de aventura de texto en el cual los jugadores pueden elegir un género para la historia (por ejemplo, fantasía, misterio, apocalíptico o zombis); sin embargo, a diferencia de las aventuras de texto tradicionales, que usan contenido predeterminado, AI Dungeon usa su inteligencia artificial para generar historias ilimitadas y personalizadas .
Hay tres métodos de interacción principales que pueden ser usados para la entrada de texto del usuario:
- Hacer: Tiene que estar seguido por un verbo, permitiendo al jugador realizar una acción.
- Decir: Tiene que estar seguido por frases de diálogo, permitiendo a los jugadores comunicarse con otros personajes.
- Historia: Puede estar seguido por frases describiendo algo que pasa para progresar la historia, o que los jugadores quieren que la IA sepa para futuras acciones.

También se puede proporcionar una entrada de texto vacía para que la IA genere más contenido.

### Contenido generado por el usuario
Además de las herramientas pre-configuradas disponibles en AI Dungeon, los jugadores también tienen la capacidad de crear aventuras enteramente personalizadas desde cero, simplemente describiendo la configuración en formato de texto. Entonces la IA generará una respuesta, basada en la entrada de texto del usuario.
Las aventuras personalizadas que los jugadores crean también pueden ser publicadas para que otros jugadores las jueguen a su manera. El juego proporciona una interfaz para explorar aventuras publicadas, junto con la capacidad de dejar comentarios y un botón de «me gusta».

### Modo multijugador
AI Dungeon también posee un modo multijugador, donde los distintos jugadores poseen personajes  propios, y pueden tomar turnos para interactuar con la IA en la misma partida. Esto permite tanto partidas en línea en múltiples dispositivos, o partidas locales usando un dispositivo compartido.
A diferencia del modo de un jugador, donde las acciones utlilizan narración en segunda persona ("tú..."), las partidas multijugador utilizan la narración en tercera persona.
El host de cada juego tiene permisos adicionales (comparados a aquellos de un Dungeon Master de Dungeon & Dragons) con los cuales puede supervisar la IA y hacer modificaciones a sus respuestas.

### Características premium
El juego también ofrece funcionalidades adicionales para jugadores que pagan una suscripción mensual, tales como: 
- Acceso al avanzado modelo de IA Dragon.
- Función de síntesis de voz para proporcionar narración por audio.
- Scripts personalizados al crear aventuras.
- La capacidad de configurar herramientas avanzadas, como la longitud y la aleatoriedad de las respuestas.

## Recepción
Una semana luego de su relanzamiento en diciembre de 2019, el juego había logrado más de 100.000 jugadores y más de 500.000 partidas, y en junio de 2020, el juego ya había logrado 1.5 millones de jugadores.
Hasta diciembre de 2019, el Patreon oficial del juego estaba recaudando aproximadamente $15.000 por mes.